# Marc Juni Brutus (tribú de la plebs 83 aC)
Marc Juni Brutus (en llatí: Marcus Junius Brutus) va ser un polític de la República Romana i pare del Marc Juni Brutus que va participar en el complot que va assassinar Juli Cèsar. Pertanyia a la gens Júnia i era membre dels Juni Brutus, una família plebea romana.
Va ser tribú de la plebs el 83 aC, i probablement va ser ell qui durant el seu càrrec va fer un assaig de crear una colònia a Càpua, que no va reeixir per l'oposició mostrada pels auspicis.
Es va casar amb Servília, que era filla de Quint Servili i de Lívia (germana de Drus) i germanastra de Cató el Jove per part de mare. La seva dona, Servília, era germana de Quint Servili Cepió, i la família Servília deia descendir de Servili Ahala, l'assassí d'Espuri Meli. La seva esposa tenia una germana que també es deia Servília, que va casar-se amb Lucul·le. El seu fill es va casar amb Pòrcia, una filla de Cató; una fillastra, Júnia, es va casar amb Lèpid, el triumvir (la seva dona es deia Cornèlia, però és possible que fos una segona dona, atès que la fillastra de Brutus és improbable que portés el nom de Cornèlia Júnia) i una altra fillastra (Tèrcia Júnia) amb Gai Cassi. Servília va tenir relacions amb Juli Cèsar, i també ho va ser la seva filla Tèrcia (morta l'any 22, ja vella). Totes aquestes connexions familiars ajuden potser a entendre la història. La infidelitat de la seva dona no va impedir que Brutus s'impliqués activament en el partit de Cèsar, però és possible, encara que sense certesa, que el rumor dels amors de Cèsar amb la seva mare i la seva germana haguessin influït en l'hostilitat del fill cap a Juli Cèsar.
Quan Lèpid va aconseguir el poder deixat vacant per Sul·la a la seva mort (77 aC), Brutus va ser l'encarregat del comandament de les forces de la Gàl·lia Cisalpina, i es va enfrontar a Pompeu a Mutina. Finalment, davant el perill que representava l'exèrcit de Pompeu i la possibilitat de ser traït, es va passar al seu partit a canvi que Pompeu respectés les vides dels seus familiars. Una vegada acordat el tracte, es va retirar amb alguns cavallers a Règium, prop del Po. Allí, però, va ser assassinat per Gemini, que havia estat enviat per Pompeu (77 aC). Pompeu, que havia enviat despatxos durant diversos dies successius al Senat per anunciar primer la rendició i després la mort de Brutus, va ser acusat molt justament d'aquest acte cruel i premeditat.
Ciceró l'esmenta com a orador i com a jurista.